# Lizzi Waldmüller
Felizitas Karoline Waldmüller, dite Lizzi Waldmüller, née le 25 mai 1904 à Knittelfeld et morte le 8 avril 1945 à Vienne, est une actrice de cinéma et de théâtre et une chanteuse autrichienne.

## Biographie
Elle participe à la troupe itinérante de son père à travers l'Autriche avant de prendre des cours de théâtre et de chant. Dans les années 1920, elle fait ses débuts à Innsbruck puis se produit à Graz, Vienne et en Allemagne. Elle est connue du grand public par la chanson Ich bin die Frau, von der man spricht de Paul Lincke.
Au début des années 1930, elle joue dans des rôles secondaires aux côtés de vedettes comme Heinz Rühmann, Hans Albers ou son époux Max Hansen (de). Hansen se produisait dans des scènes de cabaret à caractère politique : après s'être attiré les foudres des nazis par son engagement critique, lui et Lizzi quittent l'Allemagne pour Vienne. Le couple se sépare en 1938.
Son premier grand succès est le rôle de Rachel dans Bel-Ami de Willi Forst en 1939. Elle est ensuite en vedette de plusieurs opérettes dont Frau Luna (de) en 1941.
Le 8 avril 1945, un mois avant la capitulation allemande, elle meurt dans son appartement de Vienne lors d'un bombardement. Sa tombe est au cimetière Hadersdorf-Weidlingau.

## Filmographie
- 1931 : Die spanische Fliege de Georg Jacoby :
- 1932 : Strafsache van Geldern
- 1932 : Liebe auf den ersten Ton
- 1933 : Lachende Erben
- 1934 : Peer Gynt
- 1936 : Rendezvous im Paradies
- 1939 :  Bel-Ami de Willi Forst
- 1940 : Casanova heiratet
- 1940 : Ritorno
- 1940 : Traummusik
- 1941 : Frau Luna (de)
- 1941 : Alles für Gloria
- 1942 : Die Nacht in Venedig
- 1942 : Liebeskomödie
- 1943 : Ein Walzer mit Dir
- 1944 : Es lebe die Liebe
- 1945 : Ein Mann wie Maximilian

## Crédit d'auteurs
- (de) Cet article est partiellement ou en totalité issu de l’article de Wikipédia en allemand intitulé « Lizzi Waldmüller » (voir la liste des auteurs).